# Rytíř de Maison-Rouge

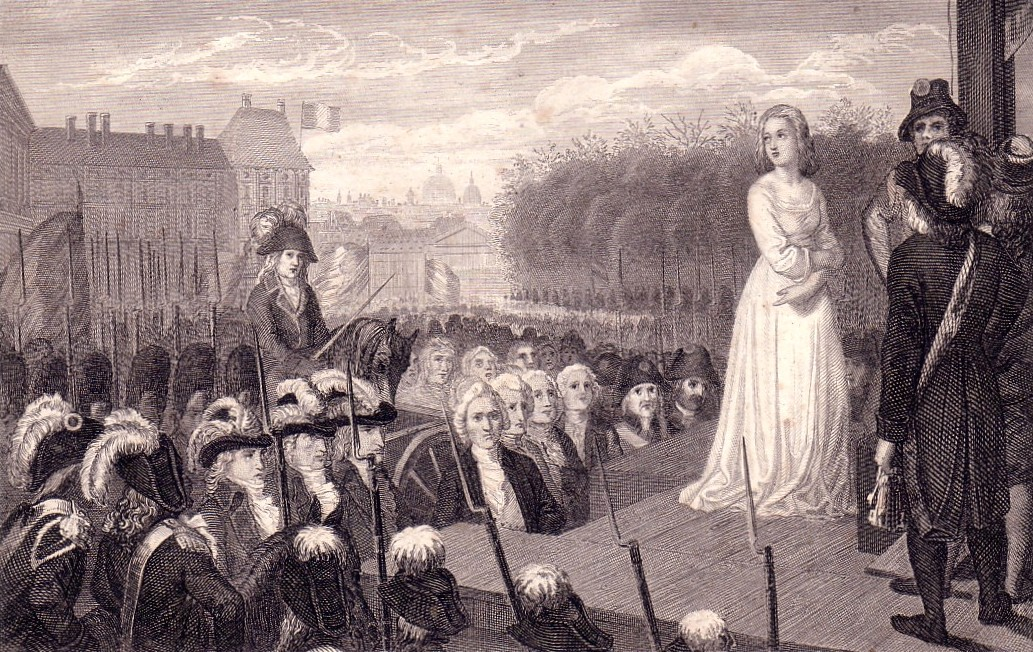
Poprava Marie Antoinetty

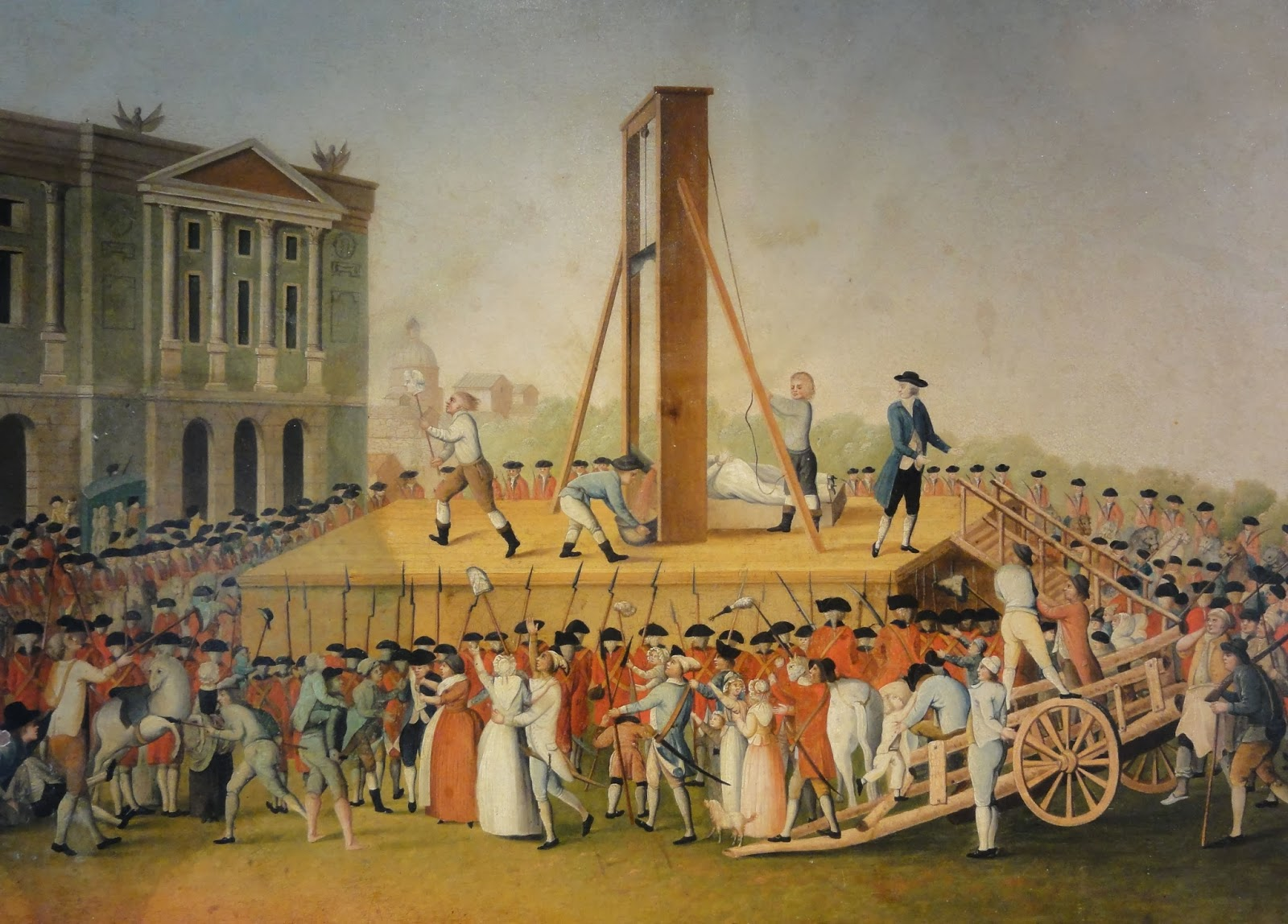
Poprava Marie Antoinetty

Rytíř de Maison-Rouge (1846, Le chevalier de Maison-Rouge), česky též jako Královnin kavalír nebo Konec královny, je dobrodružný historický román francouzského spisovatele Alexandra Dumase staršího, který napsal ve spolupráci s Augustem Maquetem. Román sice nepatří do autorova románového cyklu Paměti lékařovy (Mémoires d'un médecin), protože však jeho příběh bezprostředně navazuje na poslední část cyklu (román Hraběnka de Charny) a završuje tragický příběh francouzské monarchie, bývá s tímto cyklem často vydáván tak, jako by byl jeho součástí. Navíc je titulní postava románu často ztotožňována s Filipem de Taverney, jednou z hlavních postav cyklu, ačkoliv o tom není v knize žádná zmínka.
Dumas román napsal na základě skutečné události. Markýz de Rougeville, ve snaze zachránit královnu, jí při návštěvě ve vězení podal karafiát, který měl v knoflíkové dírce. Byl v něm lístek, ve kterém nabízel královně své služby. Román se měl také původně jmenovat Rytíř de Rougeville, ale po stížnosti markýzova syna byl jeho název změněn.

## Obsah románu
Román se odehrává během jakobínské hrůzovlády v Paříži roku 1793. Rytíř de Maison-Rouge chce za každou cenu zachránit Marii Antoinettu, kterou miluje, ale žádný z jeho pokusů mu nevychází. Každý královnin útěk, který zorganizuje, je kvůli nešťastné náhodě zmařen. Když královna dostane v karafiátu vzkaz, aby se připravila k útěku, její psík prozradí úkryt šlechticů, kteří ji přišli osvobodit, a ti musí prchnout.
Další dějovou linii románu tvoří příběh statečného mladého muže jménem Maurice Lindey, který se zamiluje do krásné ženy Genevievy. Ta je však pomocnicí rytíře de Maison-Rouge, a tak se Maurice, který Genevievě pomáhá s úkrytem, nechtěně zaplete do monarchistického spiknutí.
Královna je převezena do vězení v Conciergerie a rozhodnutím Revolučního tribunálu odsouzena k smrti jako předtím její manžel král Ludvík XVI. Přes všechny snahy rytíře de Maison-Rouge je 16. října roku 1793 veřejně sťata gilotinou na Náměstí Revoluce. V tu samou chvíli si rytíř de Masion-Rouge probodne dýkou srdce.
Genevieva je zatčena a rovněž odsouzena k smrti společně a Mauricovým přítelem Lorinem. Maurice se vydává za nimi do vězení, aby byl popraven s nimi, což se také skutečně stane.

## Filmové adaptace
- Le chevalier de Maison-Rouge (1914, Rytíř de Maison-Rouge), francouzský němý film, režie Albert Capellani.
- Il cavaliere di Maison Rouge (1954, Rytíř de Maison-Rouge), italský film, režie Vittorio Cottafavi.
- Le chevalier de Maison-Rouge (1963, Rytíř de Maison-Rouge), francouzský televizní seriál, režie Claudie Barma.

## Česká vydání
- Rytíř z Masion Rouge I.-II., Jan Kotík, Praha 1919, přeložil František Tietze-Buchovský.
- Konec královny I.-II, Antonín Svěcený, Praha 1923, přeložil J. K.
- Královnin kavalír I.-II, Josef Richard Vilímek, Praha 1925, přeložil Alois Tvrdek, znovu 1930.
- Rytíř de Maison-Rouge I.-II., Vladimír Orel, Praha 1930, přeložil Bedřich Vaníček.
- Rytíř z Masion Rouge I.-II., Alois Neubert, Praha 1933, přeložil Josef Janský.
- Rytíř de Maison-Rouge I.-II., Svoboda, (1973), přeložil Ladislav Jehlička, první díl tohoto vydání však obsahuje dokončení románu Hraběnka de Charny, teprve druhý díl obsahuje román Rytíř de Maison-Rouge.